# Індекс РТС
Індекс РТС — офіційний індикатор Фондової біржі РТС («Российская Торговая Система»). Вперше був розрахований 1 вересня 1995 і є загальновизнаним показником стану російського фондового ринку. 
Індекс РТС розраховується в режимі реального часу протягом всієї торгової сесії біржі РТС (з 10:30 до 18:00 за московським часом) при кожній зміні ціни акції, включеної в список для його розрахунку. Перше значення індексу РТС є значенням відкриття, останнє значення індексу РТС — значенням закриття. 
Розрахунок індексу РТС здійснюється в спеціальних одиницях — пунктах. Значення індексу РТС визначається як відношення сумарної ринкової капіталізації акцій, включених до списку для розрахунку індексу, до сумарної ринкової капіталізації на початкову дату, помножене на значення індексу на початкову дату та на коригуючий коефіцієнт. Розрахунок ринкової капіталізації проводиться на основі даних про ціни акцій і кількості випущених емітентом акцій, з урахуванням частки акцій, що перебувають у вільному обігу. 
Зміна вартості акцій кожної компанії впливає на величину індексу РТС. При цьому, чим більше частка компанії в індексі, тим сильніше її вплив. 
Списки цінних паперів, за якими розраховуються індекс РТС, формується з акцій, відібраних Інформаційним комітетом РТС на підставі показників капіталізації, ліквідності та експертної оцінки. Перелік акцій для розрахунку індексу переглядається раз на три місяці. У базу індексу РТС входить 50 найбільш капіталізованих та ліквідних акцій. Серед найбільших представлені: Газпром (15,00% в індексі), Лукойл (15,00), Сбербанк Росії (13,59%), «Роснефть» (9,03%), Норильський нікель (5,05%), Сургутнефтегаз (4,21%), НОВАТЕК (3,55%), РусГідро (3,37%), Банк ВТБ (2,47%), Уралкалий (2,41%). 
Інформаційний комітет РТС, до складу якого входять фахівці компаній-членів РТС і незалежні експерти, здійснює також внесення змін до методики розрахунку індексів. 
Індекс РТС використовується для того, щоб відстежувати загальний стан ринку акцій країни, віхи його розвитку і перспективи руху в майбутньому. Крім того, індекс складається таким чином, щоб максимально адекватно відобразити структуру економіки держави. Тому цілком логічно, що в індексі РТС більша частина припадає на видобувні та нафтогазові компанії.

## Відмінності індексів РТС і ММВБ
Індекс РТС будується за цінами акцій, вираженим у доларах, а ММВБ — в рублях. На динаміку індексу РТС впливає зміна курсу долара — якщо долар падає, РТС росте на цю ж величину. РТС був зручний за часів сильної інфляції, коли рубль стрімко падав, а долар був відносно стабільний. 
Індекс РТС розраховується з акцій 50 емітентів, а ММВБ — 30, у цьому перевага індексу РТС: він охоплює ширший ринок, але обсяги торгів на біржі ММВБ на порядок вищі обсягів на біржі РТС, що є перевагою індексу ММВБ в об'єктивності відображення динаміки ринку.